# Théâtre du jeune spectateur de Moscou
Le théâtre du jeune spectateur de Moscou (en russe : Московский театр юного зрителя), est une salle de spectacle qui se situe au no 10 de la rue Mamonovsky pereulok de la capitale russe. Le théâtre est fondé en 1920. Au fil du temps la troupe comptait parmi ses acteurs Rolan Bykov, Olga Ostrooumova (ru), Sergueï Makovetski, Sergueï Chakourov, Lia Akhedjakova, Inna Tchourikova. La compagnie théâtrale reçoit l'ordre du Drapeau rouge du Travail en 1970, le prix du Komsomol en 1980 et le Masque d'or en 1995 et 2003.

## Historique
Le théâtre est fondé en 1920, à l'initiative de l'ancien dramaturge et commissaire du Peuple à l'éducation d'URSS Anatoli Lounatcharski. Le théâtre est installé dans un ancien immeuble du XIXe siècle reconstruit en 1911, d'après le projet architecte de Léon Dauksha (ru), ayant déjà servi au Jeune théâtre expérimental (Молодой экспериментальный театр). 
La première saison est inaugurée avec le spectacle Mowgli inspiré du Livre de la jungle de Rudyard Kipling . Entre 1925 et 1931, on le nomme le Premier théâtre pédagogique d’État (Первый государственный педагогический театр). 
En 1930, on rassemble une seconde troupe censée assurer les spectacles dans les coins reculés de l'oblast de Moscou, principalement dans les zones agricoles, qui va devenir le Théâtre du jeune spectateur de l'oblast de Moscou (Московский областной театр юного зрителя).
En 1965-1973, la direction est assurée par Pavel Ossipovitch Khomski.
Pendant les décennies, le répertoire est principalement orienté vers le public d'enfants ce qui n'est pas sans impact sur les acteurs de la troupe qui, aspirant à un travail plus sérieux, partent pour d'autres théâtres. Le point tournant est marqué en 1987, avec l'adaptation de Cœur de chien de Mikhaïl Boulgakov par Henrietta Yanovskaïa. Depuis, on peut y voir aussi bien les spectacles pour enfants que les adaptations des grands classiques de la littérature russe, comme L'Orage (Гроза) d'Alexandre Ostrovski  et étrangère, comme Un tramway nommé Désir de Tennessee Williams ou Qui a peur de Virginia Woolf ? d'Edward Albee.